# Gaeul donghwa
Gaeul donghwa (hangul: 가을동화; także znany jako Autumn in My Heart lub Autumn Tale) – południowokoreański serial telewizyjny z 2000 roku emitowany na antenie KBS2. Główne role odgrywają Song Seung-heon, Song Hye-kyo oraz Won Bin. Seria jest pierwszą częścią tetralogii, której motywem są pory roku (nieoficjalnie znanej jako Endless Love), w reżyserii Yoon Seok-ho. Serial emitowany był w poniedziałki i wtorki o 21:55 od 18 września do 7 listopada 2000 roku, liczy 16 odcinków.
Serial odniósł sukces w Korei Południowej, zdobywając średnią oglądalność 38,6% (najwyższa – 46,1%). Jest on uważany za pioniera wśród koreańskich seriali melodramatycznych, zapoczątkował efekt powszechnie określany jako koreańska fala.

## Opis fabuły
W szpitalu przypadkowo zostają zamienione tożsamościami dwie dziewczynki, które urodziły się tego samego dnia października. Przez kolejne 14 lat mieszkają w tym samym mieście i są koleżankami z klasy. Eun-suh jest zadowolona ze swojego życia, podczas gdy Sin-ae nie. Pewnego dnia Eun-suh ma wypadek samochodowy, w wyniku którego jej rodzice dowiadują się, że jej grupa krwi różni się od ich, więc dziewczyna nie może być ich córką. Prawda o zamianie wychodzi na jaw i obie dziewczynki wracają do swoich biologicznych rodziców. 
Krótko po tej zamianie rodzina Yoon wyjeżdża do Stanów Zjednoczonych. Dziesięć lat później Joon-suh, brat Eun-suh, powraca do Korei i poszukuje byłej siostry. Ich ponowne spotkanie jest początkiem miłości.

## Obsada

### Główna
- Song Seung-heon jako Yoon Joon-suh
  - Choi Woo-hyuk jako młody Joon-suh
- Song Hye-kyo jako Yoon/Choi Eun-suh
  - Moon Geun-young jako młoda Eun-suh
- Won Bin jako Han Tae-seok

### W pozostałych rolach
- Han Chae-young jako Choi/Yoon Shin-ae
  - Lee Ae-jung jako młoda Shin-ae
- Han Na-na jako Shin Yoo-mi
- Jung Dong-hwan jako profesor Yoon (ojciec Joon-suh)
- Sunwoo Eun-sook jako Lee Kyung-ha (matka Joon-suh)
- Kim Hae-sook jako Kim Soon-im (matka Eun-suh)
- Kim Na-woon jako Kim, gospodyni domowa
- Kim Hyung-jong jako Ji-han
- Seo Yoon-jae jako Kang-hee

## Ścieżka dźwiękowa
Ścieżka dźwiękowa składa się z 13 utworów. Zawiera m.in. ballady Jung Il-younga: „Reason”, „Prayer” (kor. 기도, Gido) oraz „In My Dream” (kor. 꿈속에서, Kkum sogeseo), główny motyw grany na flecie, a także wersje niektórych utworów wykonane na gitarze lub fortepianie. Utwór „Romance”, także znany jako „Romance de amor” lub „Spanish Romance”, to klasyczny kawałek nieznanego autora wykorzystany w serialu.
1. Gaeul donghwa Main Title (kor. 가을 동화 Main Title)
2. Reason – Jung Il-young
3. Romance – Choi Tae-won
4. Gido (kor. 기도, ang. Prayer) – Jung Il-young
5. Remember – Park Jung-won
6. Eolmana naega (kor. 얼마나 내가, ang. Sincerely) – Yoon Chang-gun
7. Reason (wer. instrumentalna)
8. Romance (wer. fortepianowa) – Lee Hong-rae
9. Nunmul (kor. 눈물, ang. Tears) – Lee Hong-rae
10. Eolmana naega (wer. na gitarę) – Ham Choon-ho
11. Kkum sogeseo (kor. 꿈속에서, ang. In My Dream) – Jung Il-young
12. Eolmana naega (wer. fortepianowa) – Yoo Jung-young
13. Gido (wer. fortepianowa)

Piosenka grana podczas scen emocjonalnych, która jednak nie pojawia się na płycie ze ścieżką dźwiękową, to „Return to Love” autorstwa Kevina Kerna.

## Emisja międzynarodowa
Serial został wyemitowany w wielu krajach, w tym w Singapurze (2001 r.), Indonezji (2002 r.), na Filipinach i Sri Lance (2003 r.) i w Meksyku (2007 r.). Na Filipinach był emitowany ponownie wielokrotnie zdobywając najwyższą oglądalność 39,7% w 2003 roku, umieszczając serial wśród najlepszych dziesięciu najwyżej ocenianych seriali azjatyckich emitowanych w kraju. Był też emitowany w Mongolii, Malezji, Nepalu, Portoryko, Egipcie, Peru, Tajlandii, Wietnamie (VTV1) i Hongkongu.

## Nagrody
37. Baeksang Arts Awards – 2001
- Best New Actor for TV – Won Bin
- Popularity Award, Actress – Song Hye-kyo

KBS Drama Awards – 2000
- Excellence Award, Actor – Won Bin
- Best Supporting Actress – Kim Hae-sook
- Best Young Actress – Moon Geun-young
- Popularity Award, Actor – Song Seung-heon
- Popularity Award, Actress – Song Hye-kyo
- Photogenic Award, Actor – Song Seung-heon
- Photogenic Award, Actress – Song Hye-kyo
- Viewer’s Choice Drama

## Remaki
- Demi Cinta(inne języki), indonezyjski remake z 2005 r., w rolach głównych Rionaldo Stockhorst(inne języki) i Leony Vitria Hartanti(inne języki)[12]
- Fall in Love, chiński remake z 2011 r., w rolach głównych Hans Zhang i Kiton Jiang
- Endless Love, filipiński remake z 2010 r., w rolach głównych Dingdong Dantes i Marian Rivera[12]
- Autumn in My Heart, tajski remake z 2013 r., w rolach głównych Jesdaporn Pholdee i Sucharat Manaying, producent Ananda Everingham[12]
- Rozdarte serca, turecki serial z 2014 r.